# Suruhan Lor
Suruhan Lor is een bestuurslaag in het regentschap Tulungagung van de provincie Oost-Java, Indonesië. Suruhan Lor telt 1866 inwoners (volkstelling 2010).